# Wiesenbach (Bavière)
Pour les articles homonymes, voir Wiesenbach.
Wiesenbach est une commune de Bavière (Allemagne), située dans l'arrondissement de Guntzbourg, dans le district de Souabe.